# Celastrina calidogenita
Celastrina calidogenita är en fjärilsart som beskrevs av Ruggero Verity 1919. Celastrina calidogenita ingår i släktet Celastrina och familjen juvelvingar. Inga underarter finns listade i Catalogue of Life.